# مارتن برابينز
مارتن برابينز (13 أغسطس 1959) (بالإنجليزية: Martyn Brabbins)‏ هو قائد فرقة موسيقية بريطاني. تخرج من معهد كونسرفاتوار سانت بطرسبرغ. تعلم استخدام البوق، ثم الترومبون خلال شبابه في (Towcester Studio Brass Band). ثم درس التكوين في كلية جولدسميث (جامعة لندن).
حصل على عدد من الجوائز الدولية، بما في ذلك جائزة (Gramophone Award).
منذ عام 2016 هو المدير الموسيقي للأوبرا الوطنية الإنجليزية، ويمتد عقده حتى عام 2020.

## روابط خارجية
- مارتن برابينز على موقع IMDb (الإنجليزية)
- مارتن برابينز على موقع ميوزك برينز (الإنجليزية)
- مارتن برابينز على موقع أول ميوزيك (الإنجليزية)
- مارتن برابينز على موقع ديسكوغز (الإنجليزية)